# Vanessa da Mata
Pour les articles homonymes, voir Mata.
Vanessa da Mata est une chanteuse et compositrice brésilienne née à Alto Garças dans l'État du Mato Grosso le 10 février 1976.

## Biographie
Vanessa da Mata commence à se faire connaître dans le monde entier grâce à son nouveau titre enregistré avec Ben Harper nommé Boa Sorte / Good Luck. 
Auparavant, elle s'était illustrée au Brésil à travers ses deux premiers albums et ses compositions reprises par d'autres artistes (par exemple Daniela Mercury). Elle chante aussi sur la chanson Acode de Sergio Mendes sur l'album Encanto en 2008.

## Discographie
- Vanessa da Mata (2002)
- Essa Boneca Tem Manual (2004)
- Sim (2007)
- Bicicletas, Bolos e Outras Alegrias (2010)
- Vanessa da Mata canta Tom Jobim (2013)
- Segue o Som (2014)
- Quando Deixamos Nossos Beijos Na Esquina (2019)